# Bethpage
Bethpage és una concentració de població designada pel cens dels Estats Units a l'estat de Nova York. Segons el cens del 2000 tenia 16.543 habitants.

## Demografia
Segons el cens del 2000, Bethpage tenia 16.543 habitants, 5.710 habitatges, i 4.516 famílies. La densitat de població era de 1.764,4 habitants per km².
Dels 5.710 habitatges en un 32% hi vivien nens de menys de 18 anys, en un 66% hi vivien parelles casades, en un 10% dones solteres, i en un 20,9% no eren unitats familiars. En el 17,9% dels habitatges hi vivien persones soles l'11,3% de les quals corresponia a persones de 65 anys o més que vivien soles. El nombre mitjà de persones vivint en cada habitatge era de 2,89 i el nombre mitjà de persones que vivien en cada família era de 3,27.
Per edats la població es repartia de la següent manera: un 22,7% tenia menys de 18 anys, un 6,4% entre 18 i 24, un 29% entre 25 i 44, un 23,2% de 45 a 60 i un 18,8% 65 anys o més.
L'edat mediana era de 40 anys. Per cada 100 dones de 18 o més anys hi havia 88,8 homes.
La renda mediana per habitatge era de 70.173 $ i la renda mediana per família de 78.573 $. Els homes tenien una renda mediana de 53.404 $ mentre que les dones 36.708 $. La renda per capita de la població era de 27.850 $. Entorn del 2,1% de les famílies i el 3,3% de la població estaven per davall del llindar de pobresa.